# Smuglanka
Smuglianka (ros.: Смуглянка) – radziecka pieśń napisana w 1940 r. przez Jakowa Zacharewicza Szwedowa (słowa) i Anatolija Grigoriewicza Nowikowa (muzyka) jako część suity poświęconej Grigoriemu Kotowskiemu. Z czasem stała się popularną pieśnią, wykonywaną m.in. przez rosyjski Chór Aleksandrowa, Sofię Rotaru i mołdawski zespół Zdob și Zdub ("Smuglianca"). 
Tytułowa "Smuglianka-Mołdawanka" (Смуглянка-Молдаванка) to mołdawska dziewczyna o ciemnej karnacji i ciemnych włosach (czarnulka (1.2 i 1.3)).
Piosenkę tę śpiewa zazwyczaj dwóch śpiewaków o dwóch różnych skalach głosu. Obaj śpiewacy śpiewają jednocześnie słowo w słowo. Na początku jest wolna i spokojna, ale z czasem jest coraz szybsza i głośniejsza. W końcowym fragmencie obaj śpiewacy śpiewają smutnie w wolniejszym tempie, następuje krótka przerwa poprzedzająca głośny, końcowy refren. Zwrotki są śpiewane przez duet śpiewaków, a refren przez chór.